# Brkanovo brdo
Brkanovo brdo je brdo iznad zapadnog dijela Mostara, iznad naselja Balinovca, Razlomišća, Donjeg Vukodola i Ilića, s južne strane rječice Radobolje. Jedno od brda koje okružuju Mostarsku kotlinu.